# Centro Cívico Gubernamental
 Torres Centro Cívico Gubernamental  es un complejo Gubernamental de dos torres de oficinas ubicado en la ciudad de Tegucigalpa, república de Honduras, específicamente Blvd. Juan Pablo Segundo, esquina con República de Corea Tegucigalpa, M.D.C. Honduras C.A. Concentra a 40 dependencias gubernamentales del Estado de Honduras.

## Descripción de la obra
Las Torres Gubernametales es un proyecto promovido por Gobierno de la República de Honduras, albergará a 10,000 empleados públicos de al menos 40 instituciones del Estado, centralizadas, descentralizadas y desconcentradas, generando ahorros anuales por 13.40 millones de dólares, unos 300 millones de lempiras, en el alquiler.
La obra incluye la edificación de dos torres verticales y tres edificios horizontales de oficinas, dos plazas culturales (plaza La Democracia y plaza Las Etnias), área comercial, accesos peatonales y vehiculares al norte, sur, oeste, estaciones de buses y taxis aproximadamente para unos 3,300 estacionamientos vehiculares y 550 motos, en el sitio José Cecilio del Valle.
El 20 por ciento de la generación de energía será a través de energía solar, al menos un 80% de las aguas utilizadas serán  recicladas  para el uso del edificio.
El Centro Cívico dejará enormes beneficios para más de 700,000 personas que tienen interacción con diferentes dependencias del Estado, reducir el tiempo invertido en trámites, mejorará la calidad de los    servicios públicos, se dejará de pagar contratos de alquiler, permitirá el ahorro de combustible por la concentración en un solo lugar, mejorará el paisaje urbano de la capital y mejorará la coordinación entre instituciones.

## Descripción de las torres
Centro Cívico Gubernamental Torre 1
Comprende:
- 28 niveles de los cuales 24 están sobre nivel de calle
- 3 niveles para estacionamiento
- Un helipuerto, si lo incluimos harían 28 niveles
- Vidrio climatizado
- 3 ascensores
- Uso exclusivo del Gobierno
- Altura 114 m[10]

Centro Cívico Gubernamental Torre 2
Comprende:
- 26 niveles de los cuales 24 están sobre nivel de calle
- 3 niveles para estacionamiento
- Vidrio climatizado
- 3 ascensores
- Uso exclusivo para oficinas
- Altura 105.6 m[10]

## Anexos
- Anexo:Edificios más altos de Centroamérica
- Anexo:Edificios más altos de Honduras
- Anexo:Países por altura máxima de rascacielos